# Proxiuber hulmei
Proxiuber hulmei is een slakkensoort uit de familie van de Naticidae. De wetenschappelijke naam van de soort is voor het eerst geldig gepubliceerd in 1954 door Powell.